# Agrias simplicia
Agrias simplicia är en fjärilsart som beskrevs av Peter William Michael 1931. Agrias simplicia ingår i släktet Agrias och familjen praktfjärilar. Inga underarter finns listade i Catalogue of Life.